# Lopholeucaspis excoecariae
Lopholeucaspis excoecariae är en insektsart som beskrevs av Borchsenius 1964. Lopholeucaspis excoecariae ingår i släktet Lopholeucaspis och familjen pansarsköldlöss. Inga underarter finns listade i Catalogue of Life.